# 앤슬리 던바
앤슬리 던바(영어: Aynsley Dunbar, 1946년 1월 10일 ~ )는 영국의 드러머이다. 그는 존 메이올, 프랭크 자파, 제프 벡, 저니, 제퍼슨 스타십, 닐스 롭그렌, 에릭 버든, 슈기 오티스, 이언 헌터, 루 리드, 데이비드 보위, 믹 론슨, 화이트스네이크, 팻 트래버스, 새미 헤이거, 미하엘 쉥커, UFO, 마이클 채프먼, 제이크 E. 리, 레슬리 웨스트, 캐시 맥도널드, 키스 에머슨, 마이크 오네스코, 허비 맨, 플로 & 에디 등과 함께 작업했다. 던바는 2017년 저니의 멤버로 로큰롤 명예의 전당에 헌액되었다.

## 생애 및 경력
앤슬리 토머스 던바는 잉글랜드 리버풀에서 태어났다. 그는 1963년 데리 윌키 앤 더 프레스맨에서 프로 경력을 시작했다. 1964년 12월, 그는 머시비트 그룹 모조스에 합류했는데, 그들은 원래 멤버들인 스투 제임스, 기타리스트 닉 크라우치, 베이시스트 루이스 콜린스와 함께 스튜 제임스 & 모조스로 개명되었다. 이 라인업은 1966년까지 계속되었다. 그런 다음 던바는 동전 던지기에서 미치 미첼에게 패한 지미 헨드릭스 익스피리언스 오디션을 보았다. 던바는 휴이 플린트 대신 존 메이올 & 더 블루스브레이커스에 합류했다. 그는 1967년 봄까지 메이올과 함께 있었고 (《A Hard Road》 음반에서 연주), 믹 플리트우드로 대체되었다.

## 음반 목록

### 존 메이올 & 더 블루스브레이커스
- A Hard Road (1967)
- Looking Back (1969)
- So Many Roads (1969)
- Thru the Years (1971)

### 데이비드 보위
- Pin Ups (1973)
- Diamond Dogs (1974)

### 루 리드
- Berlin (1973)

### 저니
- Journey (1975)
- Look into the Future (1976)
- Next (1977)
- Infinity (1978)

### 화이트스네이크
- Whitesnake (1987)
- 1987 Versions (1987)

### UFO
- Covenant (2000)
- Sharks (2002)